# Jones Sound
Jones Sound är ett vattenområde mellan Ellesmereön och Devonön, bland Kanadas arktiska öar.